# The Flame of the West
The Flame of the West è un cortometraggio muto del 1918 diretto da William V. Mong.

## Produzione
Il film fu prodotto dall'Universal Film Manufacturing Company

## Distribuzione
Distribuito dall'Universal Film Manufacturing Company, il film - un cortometraggio in due bobine - uscì nelle sale cinematografiche USA il 7 settembre 1918.